# Лила говорит (фильм)
«Лила говорит» (фр. Lila dit ça, англ. Lila Says) — художественный фильм 2005 года совместного производства Франции и Великобритании, криминальная мелодрама, снятая режиссёром Зиадом Дуэйри.

## Сюжет
Фильм основан на книге, которая вызвала множество споров во Франции. Девятнадцатилетний тихоня и поэт Чимо влюбляется в Лилу, прекрасную, светловолосую девушку, которая только что переехала со своей тёткой в арабское гетто, где он живёт. Но сможет ли его любовь противостоять окружению, разрушающему всё хорошее?

## В ролях
- Главные роли
  - Ваина Джоканте — Лила
  - Мохаммед Кхуас — Чимо
- Второстепенные роли

### На русском языке
- «Лила говорит» на сайте Ilovecinema.Ру
- Кассовые сборы в США
- Новость об открытии сайта 2005 год

### На других языках
- Официальный сайт во Франции (фр.)
- Официальный сайт в Великобритании (англ.)
- Краткое содержание фильма (фр.)
- Кадры из фильма (фр.)
- Информация о фильме (исп.)
- «Лила говорит» на сайте la butaca Архивная копия от 18 апреля 2007 на Wayback Machine (исп.)

### В базах фильмов
- «Лила говорит» (англ.) на сайте Internet Movie Database
- Лила говорит (англ.) на сайте AllMovie